# Front Cooking

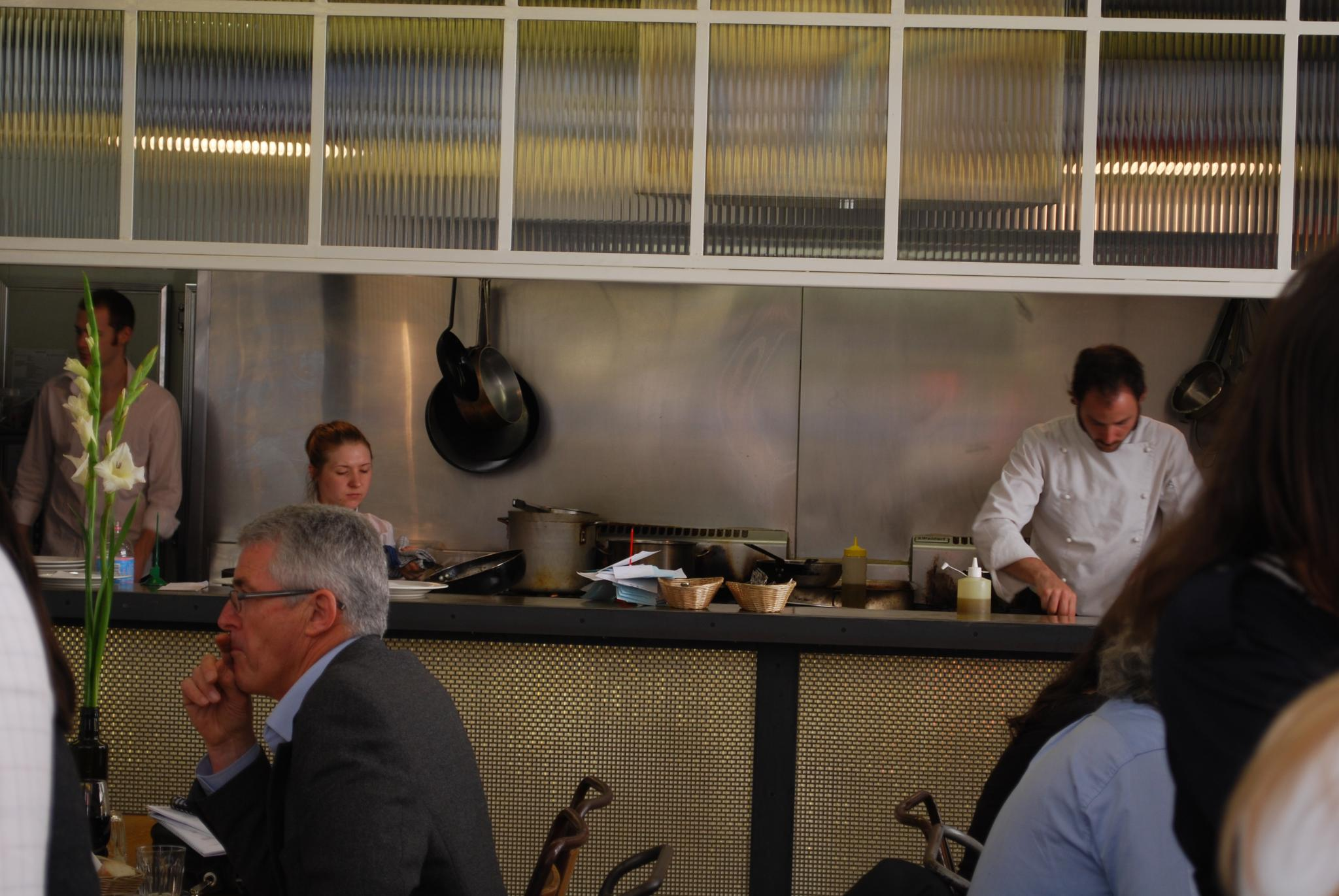
Beispiel einer offenen Küche als Frontcooking

Frontcooking (engl. front „frontal“ und to cook „kochen“ – daher auch Frontalkochen) ist ein Begriff aus der Gastronomie und stellt eine Sonderform des Kochens in der Gastronomie dar. Beim Frontcooking bereitet der Koch die Speisen außerhalb der Küche und unmittelbar vor dem Gast zu, dem auf diese Weise die Möglichkeit gegeben wird, wesentliche Teile des Zubereitungs- und Kochvorgangs zu beobachten. Dieser Vorgang findet auch in der Alten- und Behindertenpflege Anwendung; z. B. in demenzgerechten Einrichtungen.

## Besonderheiten des Frontcooking
Grundsätzlich erfordert das Frontcooking eine spezielle Küchenvorrichtung,  neben der öffentlichen Auslage aller Zutaten insbesondere spezielle Dunstabzugstechniken. 
Die zu verarbeitenden Zutaten müssen vor Beginn des Frontcooking für die spätere Verarbeitung unter den Augen des Gastes zubereitet werden. Dementsprechend fokussiert sich das Frontcooking lediglich auf die letzten Schritte der Zubereitung, damit der gesamte Vorgang in Anwesenheit des Gastes nicht zu lange dauert.

## Fachliche Voraussetzungen des Kochs
Der Koch benötigt neben seiner küchentechnischen Qualifikation zusätzlicher Kenntnisse in den Bereichen Kundenberatung, Kommunikation und Verkauf. So ist es seine Aufgabe, den Kunden hinsichtlich der richtigen Wahl der Zutaten, ihrer Inhaltsstoffe sowie ihrer Kombinationsmöglichkeiten zu beraten. Während des Zubereitens unterhält der Koch den Gast häufig mit kurzweiligen Informationen rund um das Essen. 
Es gibt derzeit nur wenige Fortbildungsmöglichkeiten für das Frontcooking in Deutschland. 

## Einsatzbereiche
- Das Frontcooking kommt zumeist in modernen erlebnisorientierten Restaurants sowie im Catering-Geschäft zum Einsatz.
- Die weiteste Verbreitung findet Frontcooking heute in Schnellrestaurants an Bahnhöfen, Flughäfen und Autobahnraststätten. Hier kommen zumeist vorgefertigte bzw. Fertigprodukte bzw. Convenience Food zum Einsatz.
- Eine Sonderform des Frontcooking stellen TV-Kochsendungen dar.